# Sollasina cthulhu
Sollasina cthulhu — викопний вид голкошкірих класу Ophiocistiodea, що існував у силурі (430 млн років тому).

## Опис
Добре збережені викопні рештки тварини знайдені у графстві Герефордшир в Англії. Вона належала до групи, яка поєднувала риси морських їжаків та голотурій. Тварина сягала до 3 см завдовжки та мала численні щупальця, за допомогою яких вона пересувалася по дні океану та полювала на здобич.
Тіло було вкрите твердими пластинами. На дорсальній (спинній) стороні знаходився ротовий отвір. Дослідники виявили внутрішню структуру у формі кільця, мабуть що є частиною амбулакральной системи — системи, яка властива виключно голкошкірим і використовується ними для руху, дихання, виділення і дотику.

## Назва
Вид назвали на честь Ктулху — монстра з творів Говарда Лавкрафта.